# Crypteria stylophora
Crypteria stylophora är en tvåvingeart som beskrevs av Alexander 1962. Crypteria stylophora ingår i släktet Crypteria och familjen småharkrankar. Inga underarter finns listade i Catalogue of Life.